# William Alston
William Payne Alston (* 29. November 1921 in Shreveport, Louisiana; † 13. September 2009) war ein US-amerikanischer Philosoph. Er war Professor an der Syracuse University und hat grundlegende Beiträge zu Sprachphilosophie, Erkenntnistheorie und christlicher Philosophie veröffentlicht. 1990 wurde er in die American Academy of Arts and Sciences gewählt.

## Schriften
- Philosophy of Language. Englewood Cliffs, Prentice Hall, 1964.
- Perceiving God: The Epistemology of Religious Experience. Cornell University Press, Ithaca, N.Y. 1991.
- The Reliability of Sense Perception. Cornell University Press, Ithaca, N.Y. 1993.
- Epistemic Justification: Essays in the Theory of Knowledge. Cornell University Press, Ithaca, N.Y. 1996.
- A Realist Conception of Truth. Cornell University Press, Ithaca, N.Y. 1996.
- Illocutionary Acts and Sentence Meaning. Cornell University Press, Ithaca, N.Y. 2000.
- Beyond „Justification“. Dimensions Of Epistemic Evaluation. Cornell University Press, Ithaca, N.Y. 2005.